# Peltocephalus dumerilianus
La tortuga cabezona (Peltocephalus dumerilianus) es una especie de tortuga sudamericana de la familia Podocnemididae. Se caracteriza por su cabeza grande, hábito semiacuático y omnivoría. La especie se encuentra en Libro rojo de la fauna silvestre amenazada en el Perú.Se conoce una especie gigante extinta del mismo género Peltocephalus maturin.

## Etimología
El nombre genérico es una combinación del griego "pelté", escudo; y el latín "cephalus", cabeza. El nombre específico viene en honor al herpetólogo francés  André Marie Constant Duméril.

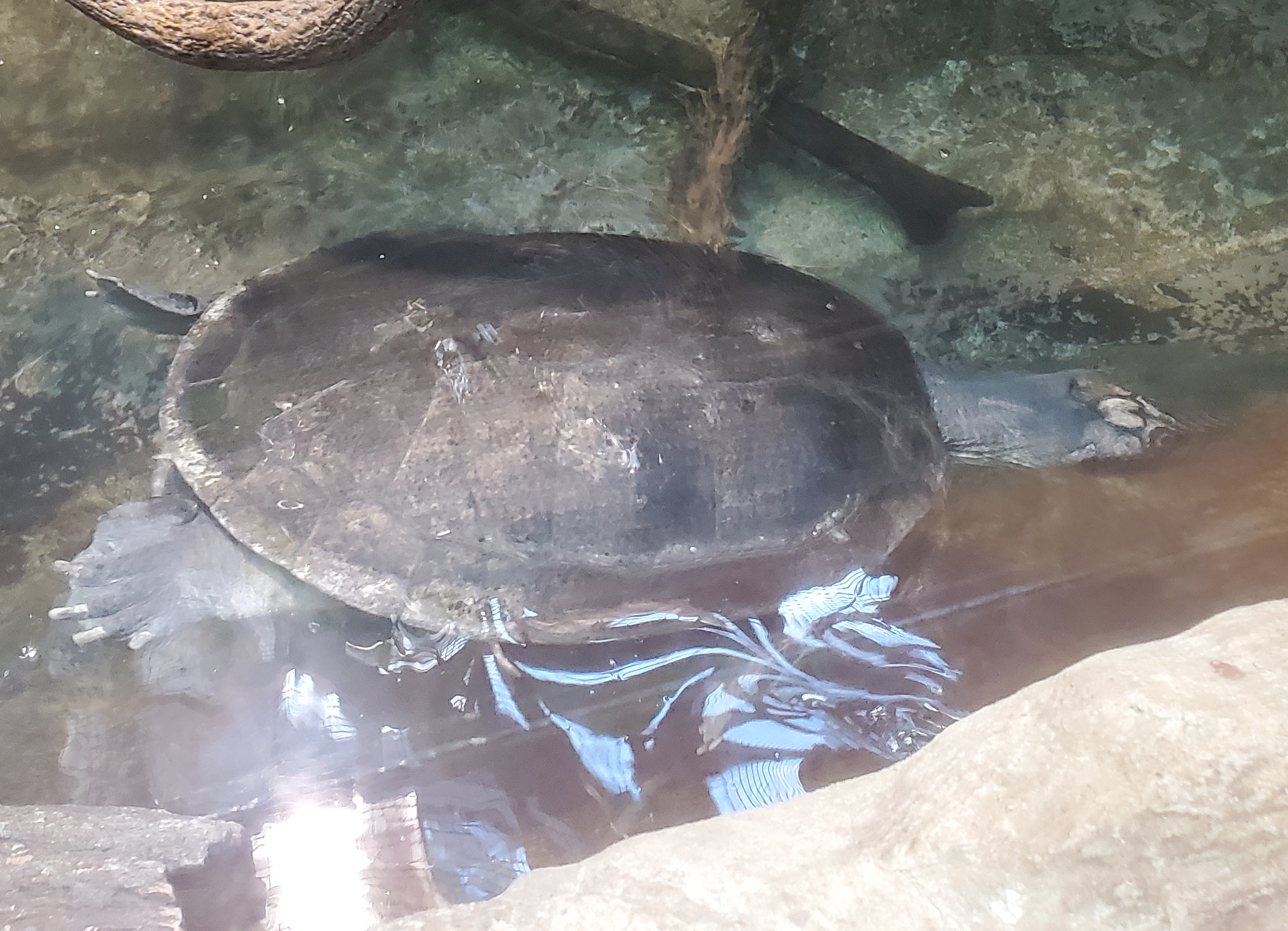
Tortuga cabezona nadando

## Descripción
P. dumerilianus es una tortuga mediana, con el ejemplar más grande conocido alcanzando 50 cm de longitud en el caparazón y pesando unos 15 kg. Como muchas otras especies, presenta dimorfismo sexual, con los machos siendo generalmente más grandes y poseyendo cabezas más grandes.

## Hábitat y Rango
P. dumerilianus está presente en Brasil (Amazonas y Pará), Colombia, Guayana Francesa, Venezuela, Ecuador, y posiblemente Peru.Los hábitats preferidos por P. dumerilianus son ríos y pantanos de agua dulce, preferiendo hábitats de aguas negras como el igapó brasileño.

## Dieta
Cómo el resto de podocnemídidos de tamaño similar, P. dumerilianus es un omnívoro con una base herbívora, aunque de las especies contemporáneas su dieta posee la mayor proporción de material animal.  Es un depredador oportunista, arrastrándose por el sedimento en busca de moluscos (con una aperente preferencia por los caracoles dorados), peces e insectos, con la ocasional carroña. de reptil y mamífero.

## Reproducción
Como el resto de tortugas, P. dumerilianus es ovípara. Al contrario que otros miembros de su familia, que anidan en playas de arena, la tortuga cabezona prefiere crear nidos ocultos en el suelo del bosque.